# Ideopsis sobrinoides
Ideopsis sobrinoides är en fjärilsart som beskrevs av Butler 1882. Ideopsis sobrinoides ingår i släktet Ideopsis och familjen praktfjärilar. Inga underarter finns listade i Catalogue of Life.